# Rosenkranzhöhe
Rosenkranzhöhe är en bergstopp i Österrike.   Den ligger i distriktet Murau och förbundslandet Steiermark, i den centrala delen av landet, 220 km sydväst om huvudstaden Wien. Toppen på Rosenkranzhöhe är 2 118 meter över havet, eller 27 meter över den omgivande terrängen. Bredden vid basen är 0,53 km.
Terrängen runt Rosenkranzhöhe är kuperad åt sydost, men åt nordväst är den bergig. Runt Rosenkranzhöhe är det ganska glesbefolkat, med 22 invånare per kvadratkilometer.. Närmaste större samhälle är Tamsweg, 19,8 km väster om Rosenkranzhöhe. 
I omgivningarna runt Rosenkranzhöhe växer i huvudsak barrskog.